# Göttingen (stacja kolejowa)
Göttingen – stacja kolejowa w Getyndze, w kraju związkowym Dolna Saksonia, w Niemczech. Stacja została otwarta w 1854. Znajduje się tu 5 peronów.
| Göttingen             |
| Linia Bebra - Getynga |
| Friedland             |